# Pseudameira reflexa
Pseudameira reflexa är en kräftdjursart. Pseudameira reflexa ingår i släktet Pseudameira och familjen Ameiridae. Inga underarter finns listade i Catalogue of Life.